# 忽雷失·蘇丹
忽雷失蘇丹（Koraish Sultan；？—1592年），葉爾羌汗國拉失德汗七王子，阿不都哈林的兄弟。
他曾在1533年出任和田總督，並在1570年吐鲁番汗国沙汗死後統治畏兀兒斯坦，後來謀反佔領吐魯番自立為汗，被阿不都哈林的兄弟馬黑麻平定。
他被執回葉爾羌和兩個兒子於1589年流配印度斯坦，阿克巴收留了他，活到1592年死於痢疾。